# Jaakow Landau
Jaakow Landau (hebr. יעקב לאנדא; ur. 1834, zm. 28 grudnia 1893) – rabin chasydzki, w latach 1858–1893 cadyk z Jeżowa.
Był synem Abrahama Landau z Ciechanowa, założyciela dynastii ciechanowskiej. Nauczycielami Jaakowa w młodości byli jego ojciec oraz Mordechaj Menachem Mendel Kalisz z Warki. Po śmierci ojca został cadykiem i szybko zdobył popularność. Jego następcą został syn, Menachem Mendel Chaim Landau z Zawiercia (1862–1935).

Pochowany jest wraz z synem w ohelu na cmentarzu żydowskim przy ulicy Okopowej w Warszawie (kwatera 49, rząd 13). Obecnie jego grób nie jest obiektem licznych pielgrzymek chasydów.

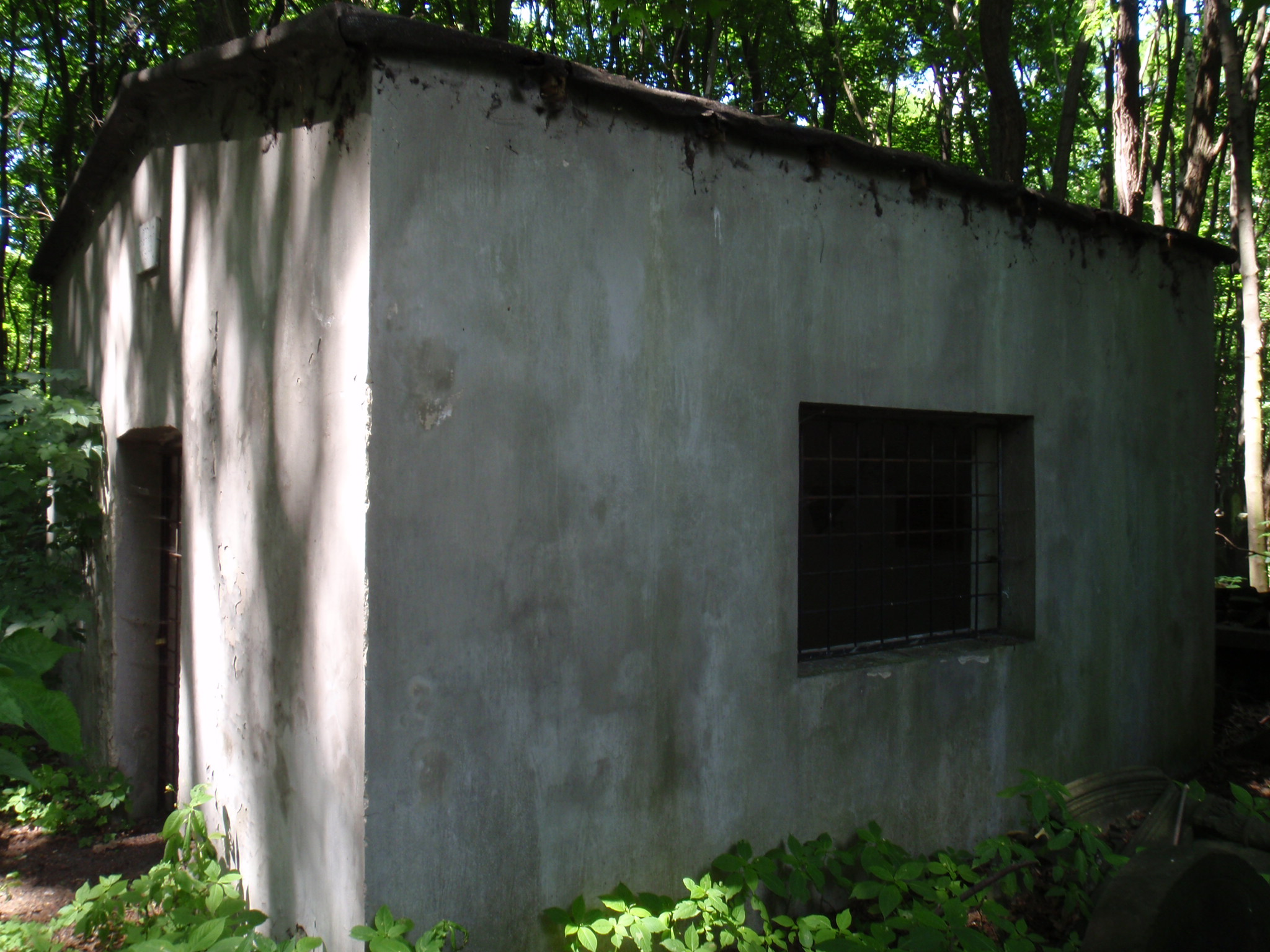
Ohel Jaakowa Landau na cmentarzu żydowskim w Warszawie